# Distretto di Michalovce
Il distretto di Michalovce (okres Michalovce) è un distretto della regione di Košice, nella Slovacchia orientale. Fino al 1918, il distretto è stato diviso tra le contee ungheresi di Zemplén (a ovest) e Ung (a est).

## Geografia antropica
Il distretto è composto da 3 città e 75 comuni:

### Città
- Michalovce
- Strážske
- Veľké Kapušany

### Comuni
- Bajany
- Bánovce nad Ondavou
- Beša
- Bracovce
- Budince
- Budkovce
- Čečehov
- Čičarovce
- Čierne Pole
- Drahňov
- Dúbravka
- Falkušovce
- Hatalov
- Hažín
- Hnojné
- Horovce
- Iňačovce
- Ižkovce
- Jastrabie pri Michalovciach
- Jovsa
- Kačanov
- Kaluža
- Kapušianske Kľačany
- Klokočov
- Krásnovce

- Krišovská Liesková
- Kusín
- Lastomír
- Laškovce
- Lesné
- Ložín
- Lúčky
- Malčice
- Malé Raškovce
- Markovce
- Maťovské Vojkovce
- Moravany
- Nacina Ves
- Oborín
- Oreské
- Palín
- Pavlovce nad Uhom
- Petrikovce
- Petrovce nad Laborcom
- Poruba pod Vihorlatom
- Pozdišovce
- Ptrukša
- Pusté Čemerné
- Rakovec nad Ondavou
- Ruská

- Senné
- Slavkovce
- Sliepkovce
- Staré
- Stretava
- Stretavka
- Suché
- Šamudovce
- Trhovište
- Trnava pri Laborci
- Tušice
- Tušická Nová Ves
- Veľké Raškovce
- Veľké Slemence
- Vinné
- Vojany
- Voľa
- Vrbnica
- Vysoká nad Uhom
- Zalužice
- Závadka
- Zbudza
- Zemplínska Široká
- Zemplínske Kopčany
- Žbince